# Uirapuru (mythe)

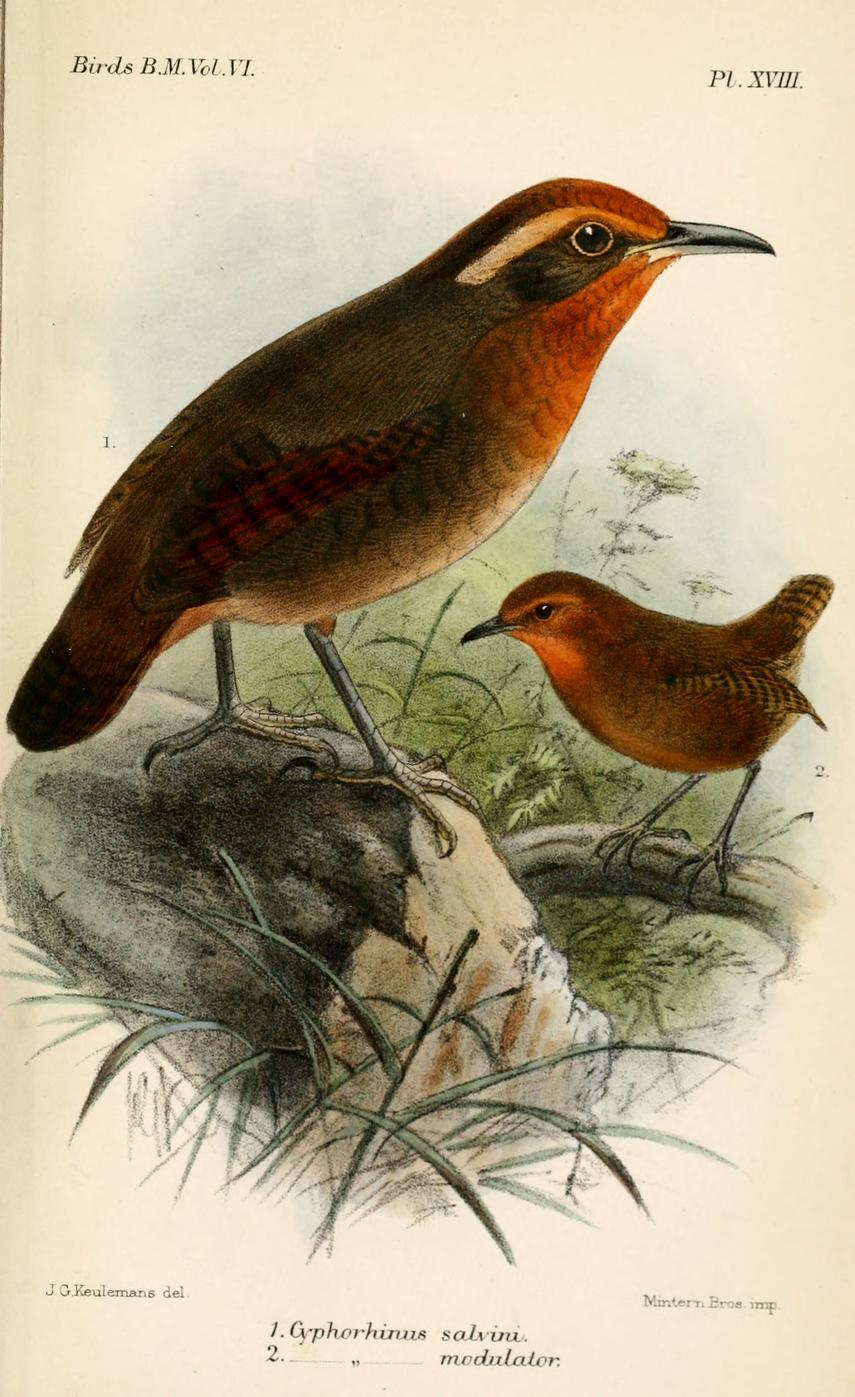
Cyphorhinus aradus, tekening van Jan Gerard Keulemans, 1881

Uirapuru is een mythologisch figuur, een betoverde vogel, die door de Braziliaanse Indianen wordt beschouwd als de koning van de liefde. De figuur is gebaseerd op een Zuid-Amerikaanse zangvogel, de Cyphorhinus aradus, die plaatselijk ook bekendstaat als de Uirapuru. Het zou geluk brengen als men deze vogel hoort zingen.

## Mythologie
De Uirapuru is het onderwerp van meerdere verhalen. Een daarvan wil dat een jonge Indiaanse krijger, Uirapuru geheten, verliefd wordt op de vrouw van een groot opperhoofd. Omdat hij haar niet kan benaderen, vraagt Uirapuru aan de god Tupã of deze hem wil veranderen in een vogel. Tupã verhoort zijn wens en verandert hem in een roodgevederde zangvogel, die 's nachts voor zijn geliefde komt zingen. Niet zij hoort echter Uirapuru's gezang, maar het opperhoofd, en die raakt er zo door gefascineerd dat hij hem wil vangen. Hij volgt de vogel terug naar het oerwoud. De vogel, in het diepst van het woud, is onvindbaar; het opperhoofd verdwaalt en keert nooit weer terug. 's Nachts zingt Uirapuru voor zijn geliefde, in de hoop dat ze hem hoort en onder zijn bekoring raakt.

## Culturele invloed
De Braziliaanse componist Heitor Villa-Lobos componeerde in 1917 een symfonisch gedicht, Uirapuru, rond een Uirapurulegende. Ney Rosauro schreef het muziekwerk Mitos Brasileiros, onder meer geïnspireerd door een dergelijke legende, en de 2e symfonie van de Braziliaan Mozart Camargo Guarnieri heeft als bijnaam Uirapuru.